# Polarisationsdiagram

Exempel på polarisationsdiagram

Polarisationsdiagram (även Evansdiagram) är ett diagram som jämför potentialen med strömtätheten, det vill säga potential - log i. När material med olika potential sätts i kontakt kan man mäta strömtätheten för de olika potentialerna. Skillnaden mot jämviktsläget kallas polarisation. Diagrammet är ett vanligt hjälpmedel för att utvärdera olika materials korrosionsbenägenhet.
Diagrammet föreslogs 1938 av U. R. Evans för att analysera galvanisk korrosion.